# Истр (футбольный клуб)
«Истр» — французский футбольный клуб из одноимённого города, клуб был основан в 1920 году. Наивысшим достижением «Истра», является выход в «Лигу 1» в 2004 году. В сезоне 2014/2015 клуб принимал участие в Национальной Лиге, третьем по силе дивизионе чемпионата Франции, однако вылетел из него в Любительский чемпионат Франции по футболу, после чего не смог пройти финансовую проверку, и отправился в региональную лигу.

## История
ФК Истр был основан в 1920 году Эдуардом Гизонье как SS Istréenne. В 1969 году SS Istréenne была объединена в более общий спортивный клуб Istres Sports, который решил сохранить отличительные пурпурные и чёрные цвета Истреены. В 1977 году клуб сделал президентом клуба молодого предпринимателя Мишеля Авье, а менеджером клуба — экс-югославского вратаря Жоржа Корача. В годы правления Авье-Корача клуб продвинулся из более низких региональных дивизионов Франции до Лиги 2.
В сезоне 2004/05 клуб впервые вышел в Лигу 1, но финишировал последним, а в следующем году принял участие в Лиге 2. После вылета из Лиги 2 сезоне 2006/07, клуб вернулся в Лигу 2 в сезоне 2009/10. Клуб вылетел из Лиги 2 в сезоне 2013/14 после поражения от «Дижона» со счётом 2:4.
В июле 2015 года клуб был переведён в 7-й дивизион по финансовым причинам.

### Потеря профессионального статуса
Любопытно, что перед началом сезона 2014/2015 у клуба «Орлеан» начались финансовые проблемы, и он был лишён лицензии на право выступать в «Лиге 2». Его место должен был занять «Истр». Руководство провансальского клуба получило информацию о неожиданном повышении в классе, и расторгло контракты со своими полупрофессиональными футболистами, стараясь собрать боеспособный коллектив для участия в более высокой лиге. Однако, спустя 2 недели, когда трансферная кампания «Истр» шла полным ходом, Федерация Футбола Франции удовлетворяет апелляцию «Орлеана», и сохраняет его место в «Лиге 2», «Истр» же, в свою очередь, возвращают в Национальную лигу. Не сумев быстро перестроиться, в ситуации полной неопределённости, клуб был вынужден играть весь сезон 2014/2015 футболистами молодёжного состава, которые не смогли уберечь команду от вылета. По итогам сезона «Истр» теряет профессиональный статус, а подоспевшая финансовая проверка отправляет команду в Regional 2 (7-й по силе дивизион французского футбола.